# قلیان‌کلا

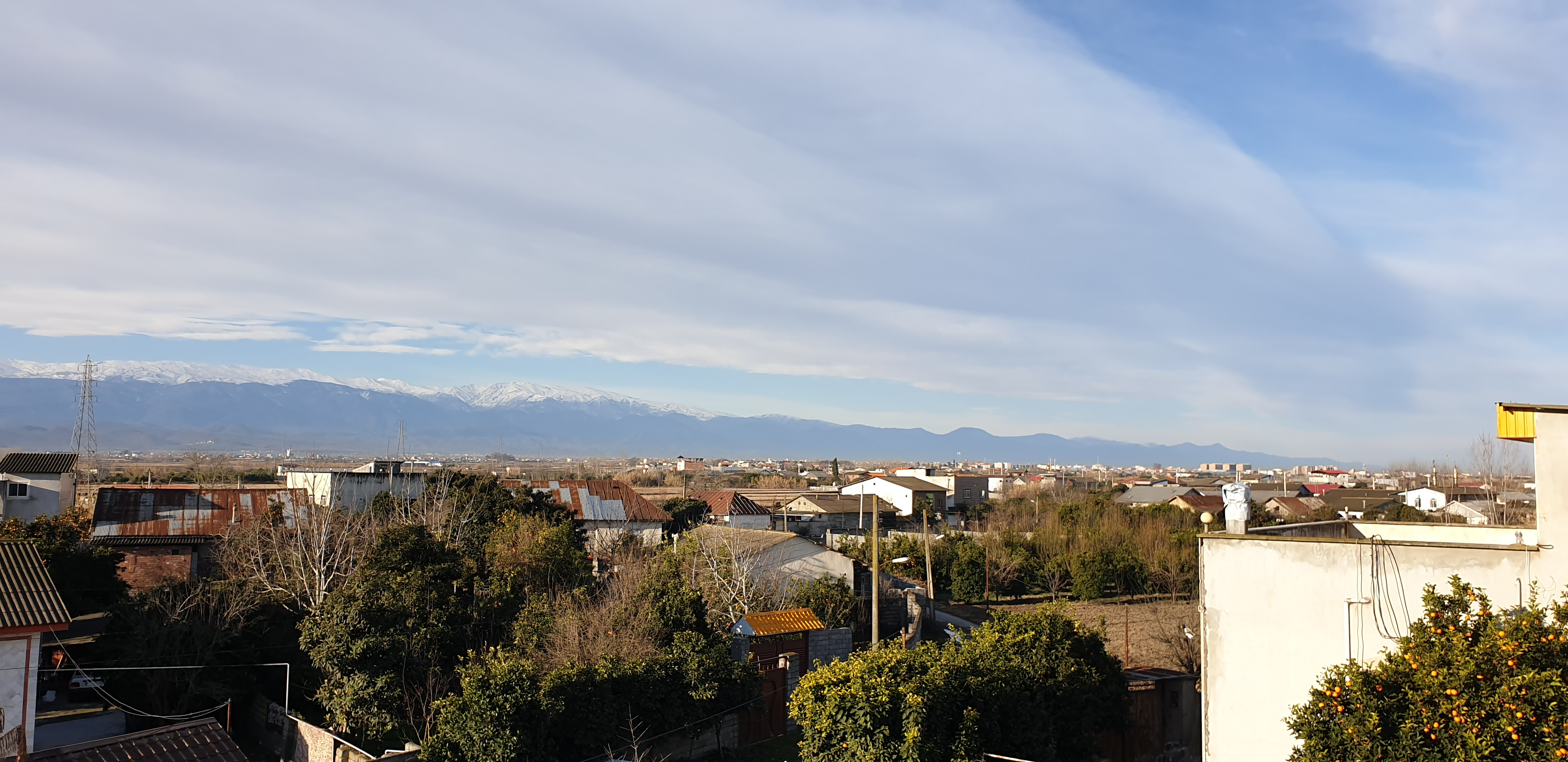
قلیانکلا- آمل- مازندران

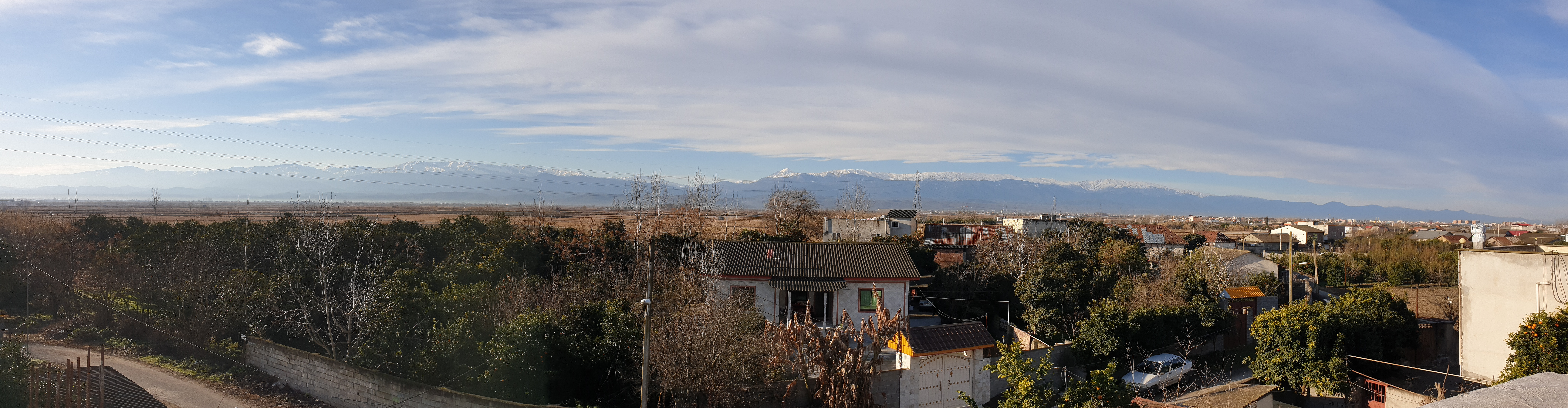
تصویر پانوراما از قلیانکلا- شالیزار- آمل- مازندران

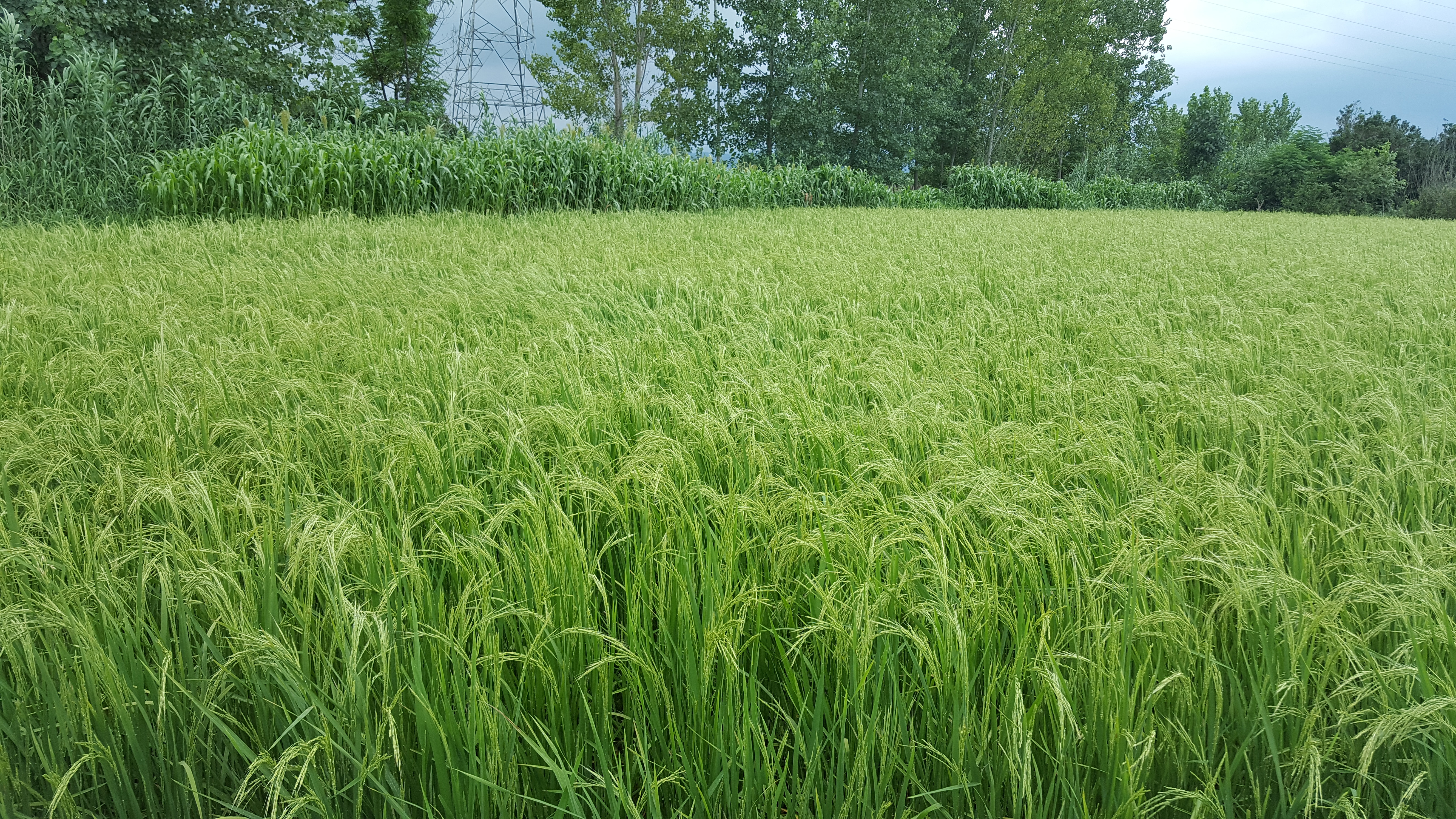
قلیانکلا- شالیزار- آمل- مازندران

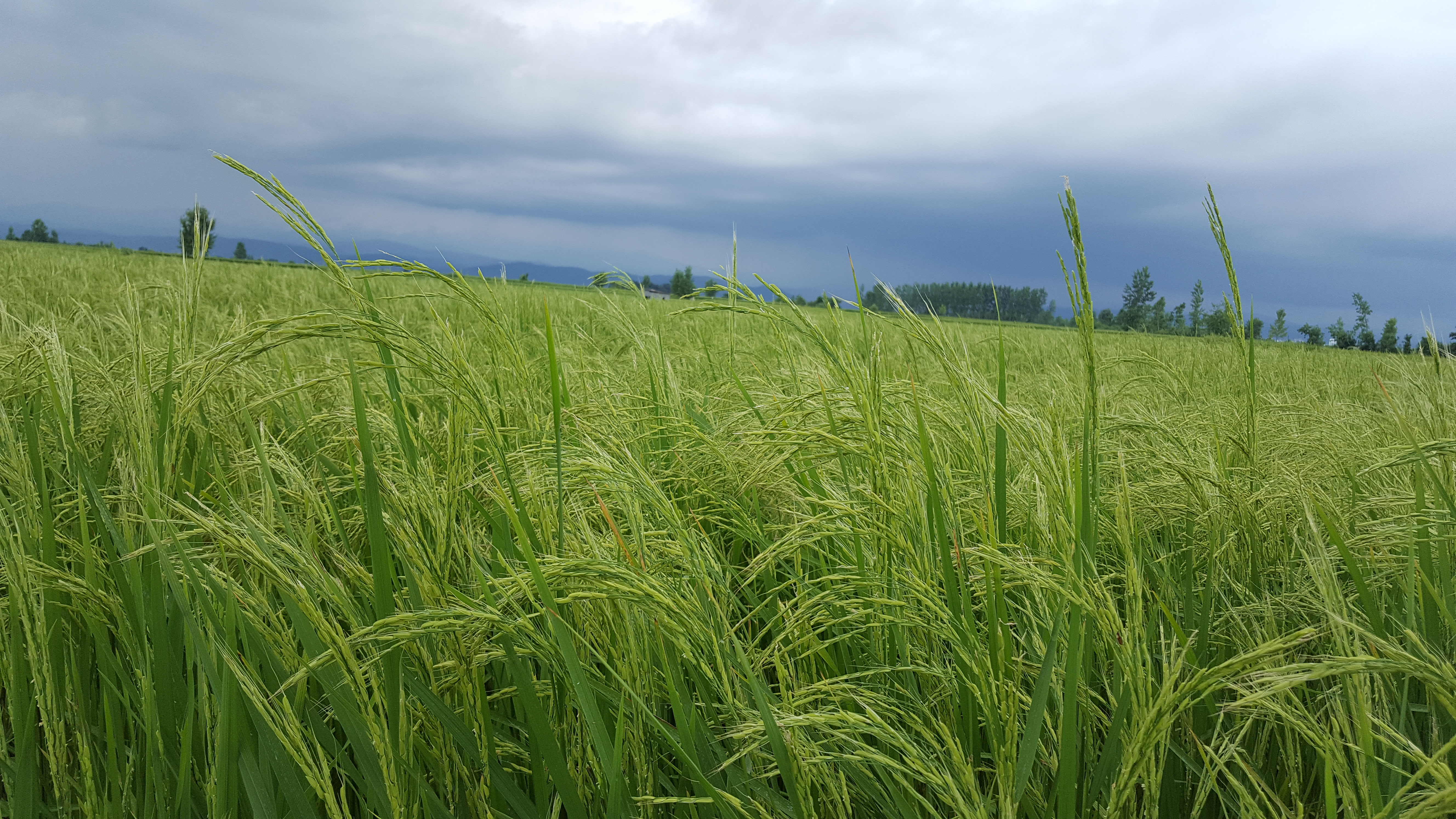
قلیانکلا- شالیزار- آمل- مازندران

قلیان کلا، روستایی است از توابع بخش دشت‌سر شهرستان آمل در استان مازندران ایران.
این روستا واقع در کیلومتر ۸ جاده جدید آمل به بابل، دارای مردمانی میهمان نواز و خونگرم و با طبیعتی زیبا. مردمان این روستا اکثر تحصیلات عالیه داشته و به تحصیل و ورزش اهمیت فراوانی میدهند بطوری که ورزش کشتی و کشتیگیران این روستا زبانزد منطقه و استان هستند از دیگر افتخارات این روستا تقدیم دو شهید گرانقدر به کشور عزیزمان بنامهای شهید علی اکبر دهقان و شهید افلاطون حسن زاده میباشد که در دوران ۸ سال دفاع مقدس به درجه رفیع شهادت نایل آمدند.
این روستا دارای موقعیت استراتژیک بوده و از سمت غرب با روستای عربخیل و از جنوب شرق با روستای قلیانکلای سفلی همجوار میباشد.شغل اصلی مردم این روستا کشاورزی و محصول اصلی آن برنج میباشد.
صیدرود رودی است پرآب و زیبا و دارای تنوع ماهی‌های رودخانه ای که از سرچشمه‌های رودخانه هراز میباشد در این روستا جاریست که چند سالیت به دلیل نا مهربانی مردمان پایین دست رود با طبیعت و لایروبی بی دلیل طبیعت و اکوسیستم این رود زیبا را از بین برده اند

## جمعیت
این روستا در دهستان دشت‌سر شرقی قرار دارد و براساس سرشماری مرکز آمار ایران در سال ۱۳۸۵، جمعیت آن ۳۰۰ نفر (۶۷خانوار) بوده‌است.